# 25 TV
25 TV va ser un canal de televisió privat del Barcelonès que oferia continguts, programes i cinema eròtic en català i castellà. Segons el Baròmetre de la comunicació i la cultura, va ser la segona televisió local més vista l'any 2010.
El canal va començar a emetre el 1991 i era propietat de Luis del Olmo González, fill del popular locutor de ràdio Luis del Olmo. Entre la seva programació s'incloïa el programa d'entrevistes La Quadratura del Cercle, amb Marc Truco o els magazín Barcelonautes (amb Alícia Escribano) i Toni Rovira y tú (amb el presentador homònim).
Després de més de 30 anys d'història va deixar d'emetre la mitjanit de l'1 de setembre de 2023: a les 23:57 del 31 d'agost es va mostrar un cartell de comiat durant poc més de dos minuts per després, a escassos segons de les dotze, passar a negre.